# مهر (علامت)

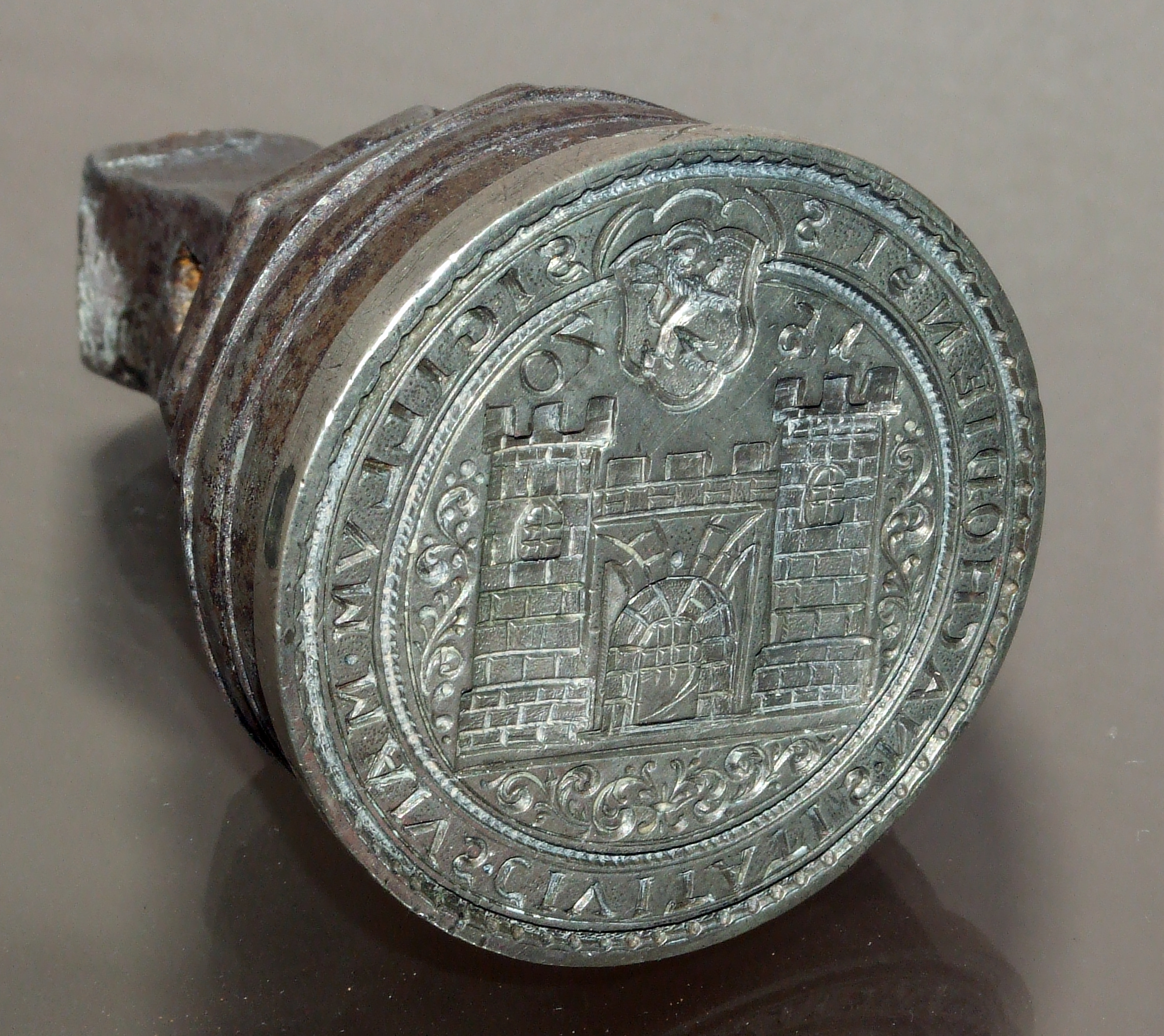
مهر شهرِ (دستگاه مهرسازی) ناخود از ۱۵۷۰

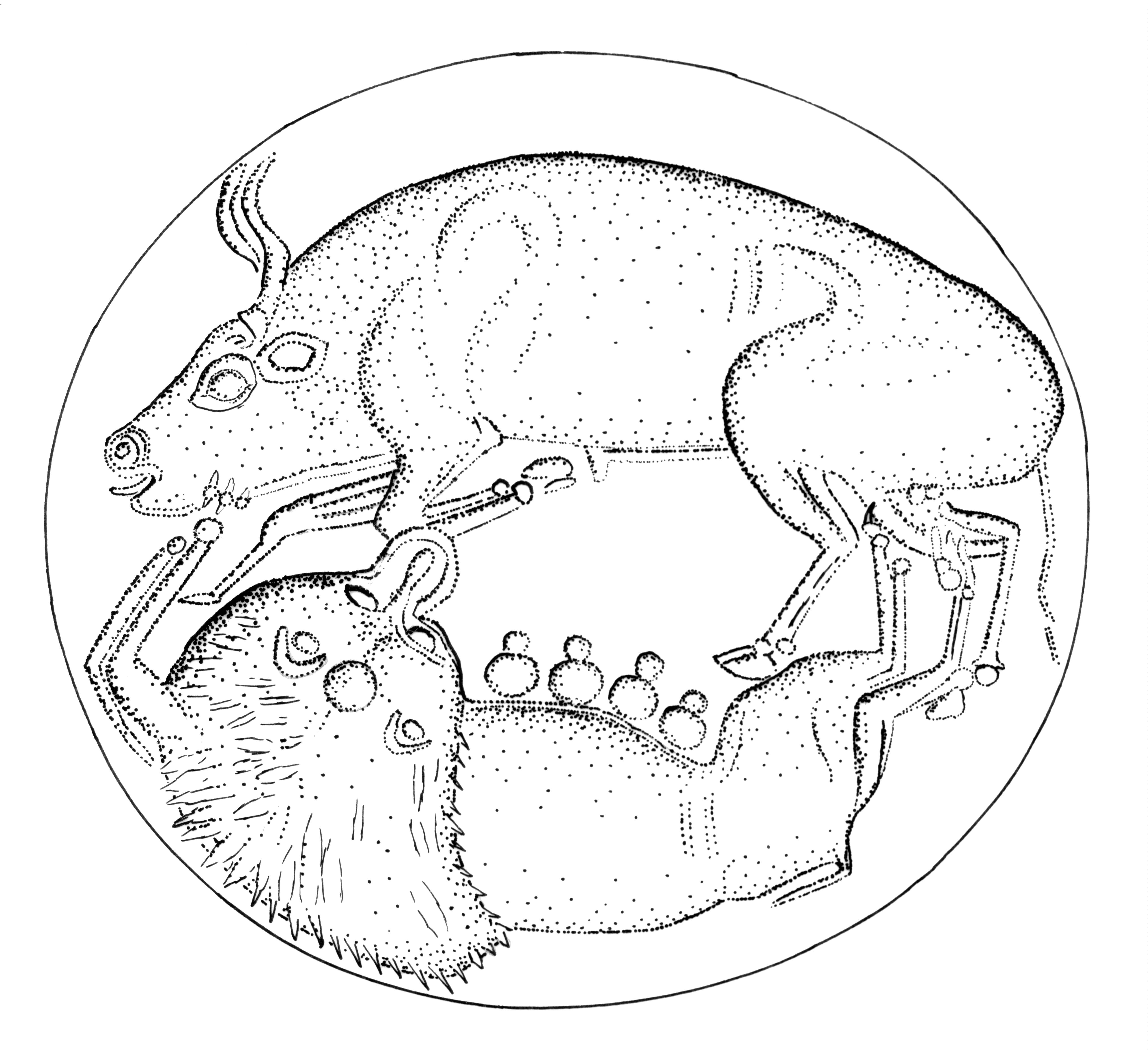
اثر امروزه یک مهر از اواخر عصر برنز

مُهر (به انگلیسی: Seal) وسیله‌ای برای ایجاد اثر در روی موم، خاک رس، کاغذ، یا بعضی از وسایل دیگر، از جمله برجسته‌کاری بر روی کاغذ، و همچنین ایجاد اثری که بر روی آن ساخته شده‌است. هدف اصلی آن، تأیید اعتبار یک سند، یک بسته‌بندی مانند یک پاکت مدرن یا پوشش یک ظرف یا بسته‌ای است که وسایل باارزش یا اشیاء دیگر درون آن وجود دارد.

## مهر و موم
قطعه سرب یا موم آب‌شده‌ای که برای جلوگیری از دست‌کاری و سوءاستفاده به سر پاکت یا در مغازه یا خانه یا مکان دیگری مهر شود.